# Pogalewo Małe
Pogalewo Małe – wieś w Polsce położona w województwie dolnośląskim, w powiecie wołowskim, w gminie Brzeg Dolny.

## Podział administracyjny
W latach 1975–1998 miejscowość administracyjnie należała do województwa wrocławskiego. 

## Nazwa
Pogalewo Małe - Klein Pogel (1248 r.). Nazwa wsi często bywa niepoprawnie wymawiana jako Pogolewo.

## Położenie
Wieś położona w odległości 6 km na zachód od Brzegu Dolnego, na wysokości 105–117 m n.p.m. W 1248 roku wymieniono ją jako własność klasztoru cystersów w Lubiążu.

## Zabytki
Do wojewódzkiego rejestru zabytków wpisany jest:
- park, 4,5 ha; założony około 1850 r. - 2. połowa XIX wieku, z wykorzystaniem fragmentu parku łęgowego

inne zabytki: 
- zespół dworski
- postument św. Nepomucena z 1725 r., barokowy, odrestaurowany w 2004 roku